# Karl Christoph Nestler
Karl Christoph Nestler (* 13. Juni 1740 in Weinböhla; † 19. Februar 1804) war ein deutscher evangelischer Theologe.

## Leben
Karl Christoph Nestler wurde am 13. Juni 1740 in Weinböhla als Sohn des dortigen Pfarrers Christian Siegmund und dessen Frau Maria Eleonora geborene Tittel geboren. Er entstammte einem bekannten kursächsischem Priesterhaus, hingegen war sein Großvater Christian Siegmund gräfischer Rentschreiber. Der Vater Karl Christoph Nestlers konnte sich nicht gut um seinen einzigen überlebenden Sohn kümmern, er selbst litt an Epilepsie und war arm, er starb bereits 1747, sodass sich Nestlers Mutter, die als fromm, ernsthaft und weise beschrieben wurde, um seine Erziehung kümmerte. Seit dem 4. Mai 1750 besuchte er die Kreuzschule, wo Johann Christian Schöttgen einer seiner Lehrer war. Von Miltitz aus Dresden unterstützte Nestler auch. Seine Ausbildung setzte er am 5. Februar 1754 an der Fürstenschule zu Meißen fort. Neben dem Rektor Johann Ulisch sowie dem Konrektor Johann Gottfried Höre unterrichteten ihn Kauderbach, Bielitz, Schreger, Weiße und Kleemann in Geschichte, Rhetorik, Dialektik, Naturrecht und in den älteren Sprachen. Die hebräische Sprache brachte ihm der Pastor und Lektor Christian Kästner bei. An der Fürstenschule zeichnete sich Nestler durch gute Sitten aus; einer seiner Mitschüler war der spätere Philologe Christian Adolph Klotz. Nach fünf Jahren verließ Nestler die Fürstenschule und hielt dabei seine Rede de sanctitate poetarum.
So vorgebildet, konnte er 1759 die Universität Leipzig beziehen, was ihm durch ein Stipendium möglich gemacht worden war. Dort studierte er Theologie unter Johann August Ernesti, Christian August Crusius, Körner, Johann Friedrich Bahrdt und Rehkopf. Ferner hörte er philosophische Vorlesungen Crusius’ und Johann Heinrich Wincklers und moralische Vorlesungen Christian Fürchtegott Gellerts. Außerdem unterrichteten ihn Rehkopf und Krüger in der chaldäischen ? der syrischen Sprache. Das Studium finanzierte er durch die Tätigkeit als Privatlehrer eines Professorenbruders, der 1803 als Diakon 59-jährig starb, die Tätigkeit zog sein Studium aber nicht in Mitleidenschaft. Dies zeigte sich auch durch die erhaltenen Auszeichnungen, die Universität Leipzig ernannte ihn am 4. April 1762 zum Magister, woraufhin er Nachmittagsprediger an der Universitätskirche werden wollte. Schon vorher hatte er in der Nähe von Leipzig mehrmals auf der Kanzel gepredigt und Beifall bekommen; noch 1762 hielt er in der Universitätskirche seine Antrittspredigt. Außerdem hielt er ab diesem Jahr am Collegio philobiblica in Leipzig Vorlesungen, seine Antrittsrede hielt er zu Weihnachten, sie hieß Qualis esse debeat reverentia, quam mysterio incarnationis Christi debemus. Noch später sollte Nestler zwei Mal als Redner an diese Schule zurückkehren.
1764 erhielt er einen Ruf als Pastor zu Rammenau. Diesem ging er nach und widmete sich dort außer dem Priesterstand wissenschaftlichen Studien und Unterricht für die Jugend. Diese Arbeiten gefielen ihm derart, dass er anderen Rufen zu weitaus vorteilhaften Beförderungen nicht nachging, obgleich sie ihm wiederholt vorgebracht wurden. 1770 schließlich wechselte er doch seine Stellung und ging als Katechet an die Maria-und-Martha-Kirche in Bautzen. Im Juli 1770 hielt er die Antrittspredigt über die beruhigende Gewißheit der Lehrer des Evangelii von den gesegneten Folgen ihrer Arbeit.
Nachdem der Diakon der Hauptkirche Sankt Petri in Hamburg im Februar 1772 verstorben war, nahm Nestler dessen Stelle ein. Diese Stelle war ihm besonders wichtig, weil dort der Archidiakon Böhmer arbeitete, der mit Nestler befreundet war. Am Abend des Pfingstdienstags 1774 starb außerdem seine Mutter. Am 15. November dieses Jahres heiratete Nestler die Schwägerin seines Freundes, Christiane Henriette Luja, die Tochter eines Dresdner Rechtskonsulenten, in Dresden. In diese Zeit fiel ferner ein Werk Nestlers, ab 1779 erklärte er nämlich die Bußtexte für Sachsen, was er bis 1794 tat. 1781/1782 verfasste er außerdem Beiträge für die neuen Budissiner wöchentlichen Nachrichten und Rezensionen für die Bibliothek kleiner Schriften, die Gottlieb Christoph Harleß in Erlangen herausgab. Ein Schlag für Nestler war aber, als 1783 sein Freund Böhmer starb. Infolgedessen erhielt Nestler dessen Archidiakonat, 1785 nach dem Tod des zweiten Pastors, Magister Lange, auch dessen Stelle. Außerdem starb 1799 der erste Pastor Magister Jakobei, dessen Stelle auch auf Nestler übertragen wurde.
Ab 1802 ließen seine Kräfte nach, er litt unter anderem an Brustkrämpfen, die 1804 immer stärker wurden. Am 18. Dezember 1803 betrat er ein letztes Mal die Kanzel und starb am 19. Februar 1804 an einem Schlaganfall. Bei seiner Beerdigung begleiteten ihn viele Menschen, einige seiner Freunde errichteten ihm zur Ehre ein Denkmal.

## Familie
Der in Dresden am 15. November 1774 mit Christiane Henriette Luja geschlossenen Ehe entstammen zwei Kinder:
1. Carl Christoph Siegmund Nestler (* 13. August 1775; † 21. Januar 1776)
2. Eine Tochter (* März 1777), verheiratet 1802 mit dem Frühprediger Seidel; dieser Ehe entstammt ein weiteres Kind, womit Nestler Großvater wurde.

## Werke
- Predigt von dem schuldigen Gehorsam der Christen gegen das göttliche Wort (Bautzen 1768)
- Rede von der Bekehrung eines jeglichen Juden, als einer Frucht der Fürbitte Jesu am Kreuz, über Luc. 23, 34; bei Gelegenheit einer Judentaufe in Budissin; nebst beigefügter Taufhandlung (Bautzen 1772)
- Gedanken von dem Nutzen, welchen lehrer in niedern Schulen beim Predigtamte schaffen (Bautzen 1776)
- De […] in Novo Testamento commemorata (Bautzen 1778)
- Erklärung der beiden vorgeschriebenen Texte des den 12. März in den chursächsischen Ländern angeordneten Bußtages (Leipzig 1779)
- Die Macht Jesu über Noth und tod; eine Predigt (Leipzig 1781)
- Nachmittagspredigt am ersten heiligen Ostertage 1787 (Bautzen 1787)
- Leichenpredigt aus Röm. 8, 33–34 (Bautzen 1787)
- Erklärung der beiden Bußtexte Ephes. 1, 7 und 2 Petr. 2, 24 u. s. (Leipzig 1788)
- Warnung vor Aufruhr; eine Predigt am 15 Trinit. u. s. w. (Bautzen 1790)
- Zwo Predigten, durch die gegenwärtigen zeitumstände veranlaßt und am 3ten und 4ten Sonntage nach Trinit. 1791 vorgetragen (Bautzen 1791)
- Eine tröstende Aussicht in die selige Ewigkeit bei dem Tode unsrer Lieben und Freunde; Gedächtnißrede u. s. w. (Bautzen 1792)
- An Herrn D. Theodor Ernst Grohmann, ausübenden Arzt in Budissin (Bautzen 1793; online verfügbar)
- Gedächtnißrede auf J. C. Prenzel (Bautzen 1794)